# 法伊傑
35°11′33″N 1°34′52″E / 35.19250°N 1.58111°E
法伊傑（阿拉伯语：‎），是阿爾及利亞的城鎮，位於該國北部提亞雷特省，由蘇格爾區負責管轄，面積2,285平方公里，海拔高度1,069米，2008年人口6,794，人口密度每平方公里3人。